# Bembidion opulentum
Bembidion opulentum es una especie de escarabajo del género Bembidion, familia Carabidae. Fue descrita científicamente por Nietner en 1858.
Habita en Australia, Camboya, India, Indonesia, Birmania, Nueva Caledonia, Filipinas, Sri Lanka y Tailandia.